# Naum Zelikman
Naum Pietrowicz Zelikman (ros. Наум Петрович Зеликман, ur. 1901 w guberni jekaterynosławskiej, zm. 2 marca 1939) – funkcjonariusz radzieckich służb specjalnych, major bezpieczeństwa państwowego.

## Życiorys
Skończył 3 klasy szkoły żydowskiej w Nowomoskowsku, pracował w fabryce obuwia w Nowomoskowsku, od maja do lipca 1919 członek komunistycznego oddziału w Nowomoskowsku, od sierpnia 1919 do listopada 1920 pracował w sklepie w Sewastopolu, 1919-1921 członek Komsomołu. Od grudnia 1920 szef wydziału polityczno-oświatowego powiatowego komitetu Komsomołu, 1921 sekretarz odpowiedzialny nowomoskiewskiego komitetu powiatowego Komsomołu, od czerwca 1921 funkcjonariusz Krymskiej Czeki, od sierpnia 1921 w RKP(b), 1923-1924 pełnomocnik i szef Wydziału Kontrwywiadu Okręgowego Oddziału GPU w Sewastopolu. Od 1924 do września 1925 szef Wydziału 1 i Wydziału 2 Sewastopolskiego Okręgowego Oddziału GPU, od 6 października 1925 do 1 października 1926 zastępca szefa Uralskiego Gubernialnego Oddziału GPU, od 5 marca 1927 do 13 kwietnia 1928 pomocnik szefa Włodzimierskiego Gubernialnego Oddziału GPU, od 20 kwietnia 1928 do 31 grudnia 1930 pomocnik szefa Baszkirskiego Obwodowego Oddziału GPU. Od 31 grudnia 1930 do 18 sierpnia 1931 zastępca przewodniczącego GPU Baszkirskiej ASRR, od 18 sierpnia 1931 do 20 kwietnia 1932 szef Zarządu Tajno-Operacyjnego Pełnomocnego Przedstawicielstwa GPU Baszkirskiej ASRR, od 20 kwietnia 1932 zastępca pełnomocnego przedstawiciela, a od 25 lipca 1933 do 10 lipca 1934 pełnomocny przedstawiciel GPU Baszkirskiej ASRR. Od 15 lipca 1934 do 23 stycznia 1937 szef Zarządu NKWD Baszkirskiej ASRR, od 5 grudnia 1935 major bezpieczeństwa państwowego, od 8 lutego do 15 października 1937 zastępca szefa Zarządu NKWD obwodu orenburskiego. Odznaczony Odznaką "Honorowy Funkcjonariusz Czeki/GPU (XV)" (20 grudnia 1932).
15 października 1937 aresztowany, 2 marca 1939 skazany na śmierć przez Wojskowe Kolegium Sądu Najwyższego ZSRR i rozstrzelany.